# Манастир Тресије
Манастир Тресије је православни мушки манастир који припада Епархији шумадијској Српске православне цркве.

## Историја
Манастир је основан 1309. године и у време краља Драгутина. Налази се на Космају, близу данашњег пута Сопот — Младеновац, од Сопота је удаљен 6–7 km, а од Младеновца око 15. Посвећен је светим архангелима Михаилу и Гаврилу. Назив Тресије је добио по потоку који извире поред манастира.

## Обнове
Манастир је рушен и обнављан више пута. Прва обнова по доласку Турака била је 1709. године када га је обновило братство Манастира Раковица. Срушен је поново крајем 18. века, обнова је почела 1936. године. Изградња конака је почела следеће године, али је Други светски рат то прекинуо и касније је камен утрошен на изградњу хотела Хајдучица.
Нови конак почет је 14. септембра 1991. када је освештан камен темељац донет са Свете горе, који је положила кнегиња Јелисавета Карађорђевић.
Под покровитељством манастира одржавају се манифестације Под липама манастира Тресије и Дани Милована Видаковића.
Старешине манастира били су: Гаврило Миловановић (1947—1950), Епифаније Богосављевић (1950—1972), Јован Маричић (1972—2020).
Братство манастира сачињавали су: Теофил Петровић (1955—1989), Пајсије Миловановић (1955—1962), Михаило Богосављевић (1955—1970), Ангелина Маричић (1985—1997).
Манастир Тресије је свечано 13. и 14. септембра 2009. обележио седам векова постојања.
Осим Тресија у близини се налазе и манастири Кастаљан, Павловац, црква у Неменикућама, Споменик деспоту Стефану Лазаревићу и друге знаменитости који чине „Космајску Свету гору“.

## Галерија
- Улаз у манастирски комплекс
- Манастирска порта
- Црква
- Посвета поред улаза у цркву
- Зграда манастира
- Спомен чесма деспоту Стефану Лазаревићу
- Детаљ из порте
- Икона са ликом Милице Ракић